# 丰南站 (咸镜南道)
丰南站（韓語：풍남역）是朝鮮民主主義人民共和國咸镜南道金野郡的一個鐵路車站，属于金野線。

## 邻近车站
金野線
金野站 - 丰南站